# ジェチーン
ジェチーン（チェコ語: Děčín [ˈɟɛtʃiːn]、ドイツ語: Tetschen）は、チェコ北部の都市で、ジェチーン郡最大の都市である。ドイツ国境に近く、ドレスデンからもそれほど遠くない。首都プラハへは鉄道で約83分ほどの場所である。
ウースチー州の中でドイツ・チェコ間の交易ルートに位置しており、鉄道、道路、水運などすべての輸送手段の貨物はこの町を通る。また、エルベ川とプローチェニツェ川の合流地点でもある。
ジェチーンは二つの町が合わさって形成されており、一つはエルベ川の右岸で古くからのジェチーンであるが、左岸のポドモクリー (Podmokly) は1942年よりジェチーンの一部となっている。
エルベ川は軟らかい砂岩地帯を横切っており、町の中心は Děčínská vrchovina、České Středohoří、Lužické hory の3つの低山地がある。
ジェチーンの産業には板金、食品、織物、化学製品、石けん、ビールなどの工業の他、魚の加工、印刷、出版業などがある。

## 歴史
ジェチーン地方は9世紀にスラヴ人部族ジェチャネ (Děčané) が居住していたことから、町はその名に因んでいる。最初はエルベ川左岸に集 落が築かれたが、後の洪水によって右岸に1059年に再建された。1305年から1534年までヴァルテンベルク家 (Wartenberg) の支配下に置かれた。その後、裕福なルドルフ・フォン・ビューナウ家 (Rudolf von Bünau) の物となる。この一族はこの地に、プロテスタントを取り入れるがそれは抑えられ、1620年に ビューナウ家は追われる。ビューナウ家は1628年に町をトゥーン・ホーエンシュタイン家に売り払った。
18世紀、ジェチーンはバロン・ヨハン・ヨセフ・トゥーンの下、スパの町となった。適した源泉の一つが1768年にホルニ・ツェレブ地区で見つかった。交易の盛んな地に温泉を作ることはあまり適した発想ではなかったため、結局1922年までに廃れてしまい、今日ではすっかり過去のものとなり忘れ去られている。2002年8月にヨーロッパ東部を襲った100年に一度と言われる水害はジェチーンにも甚大な被害を及ぼした。通常2mの水位は12mまで上がり、ある場所では1,600人が避難した。幸いにも歴史的な中心や観光地などは高い場所にあったため、被害を受けずに済んだが低地の建物には被害が及んだ。

## 名所
ジェチーン城はジェチーンではもっとも有名な観光地の一つである。城は町の中心に近い丘に建てられ、エルベ川が見渡せて多くの歴史が味わえる。七年戦争時には要塞として使われ、1673年にはルネサンス様式の城になり、1788年にはバロック様式に再興された。かつてのボエミア王(プツェミスル王ヴァーツラフ3世の命によって建てられた)の拠点はトゥーン時代には支配の中心として、1932年以降チェコスロバキアの国有に移ってからは、ドイツやソビエトの軍隊の駐屯地として機能した。城は音楽家を刺激し、ショパンはワルツ書いており有名である。画家のカスパー・ダーヴィト・フリードリヒは彼の作品である "Tetschen Altar Or Cross In The Mountains" をトゥーンに売っている。ジェチーン城の変わった特徴は長さで、直線の壁に囲まれた道は城に導かれている。(Dlouhá jízda)
ソビエト連邦軍は1991年に撤退したが、城は荒廃した状態であった。2005年に再建は完了し、城の大部分は博物館や催し物や公的行事の会場として利用されている。1932年に城がチェコスロバキアに売却される時には、ほとんどの財産品はトゥーンによって持っていかれてしまったが一部は他の博物館に保存されていたり、戻ったりしている。

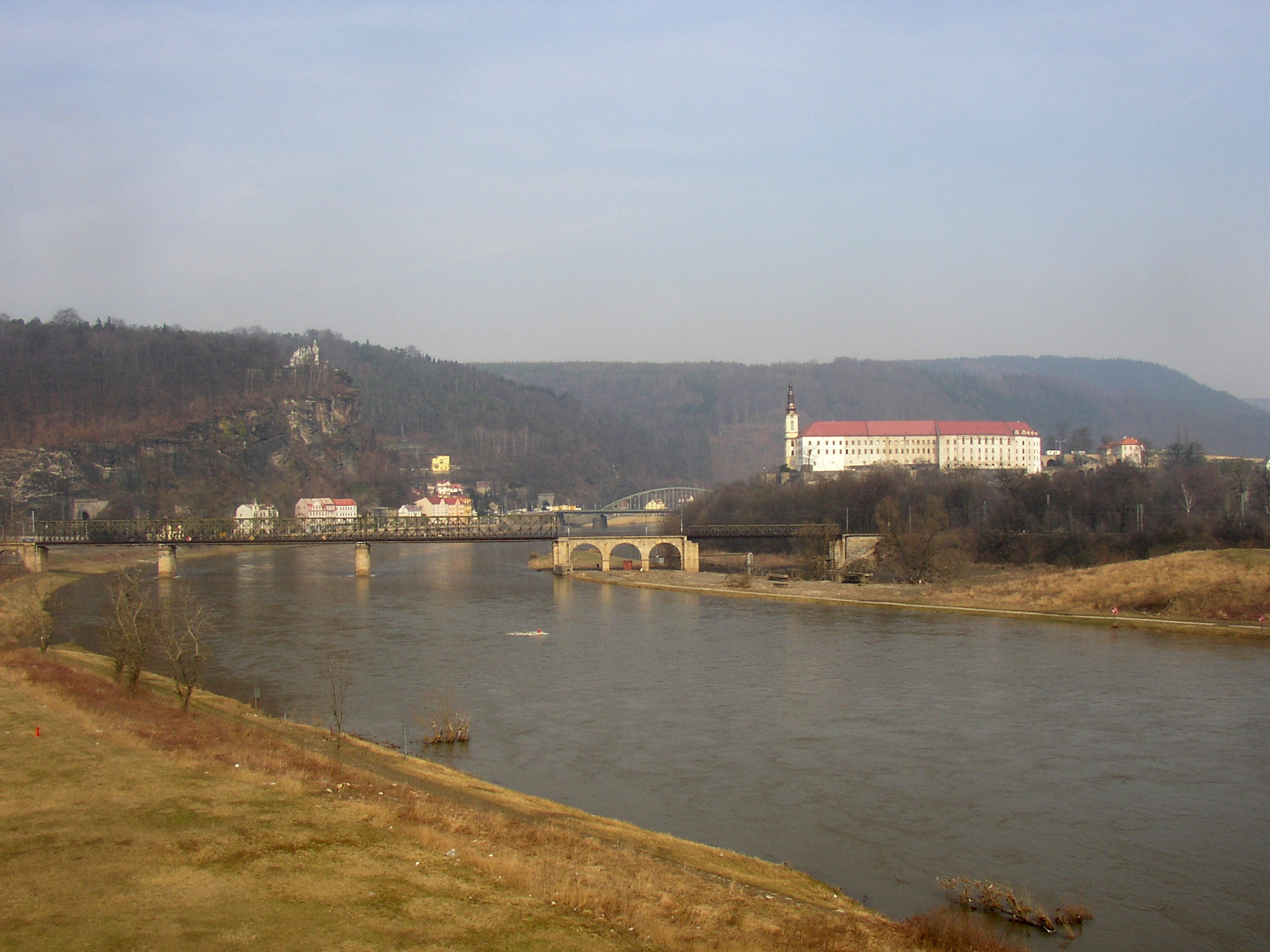
エルベ川からみた城
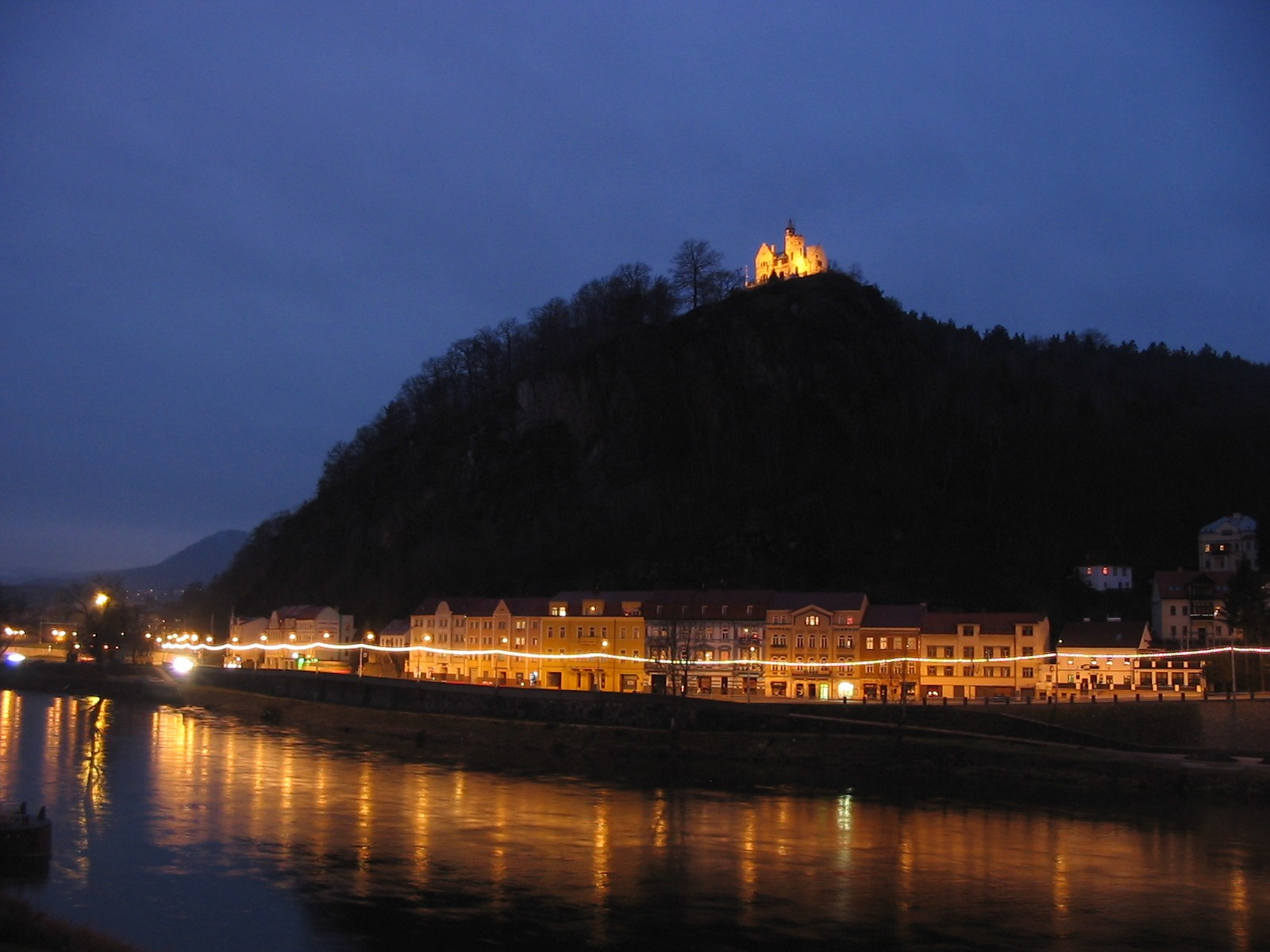
ジェチーンの夕暮れ
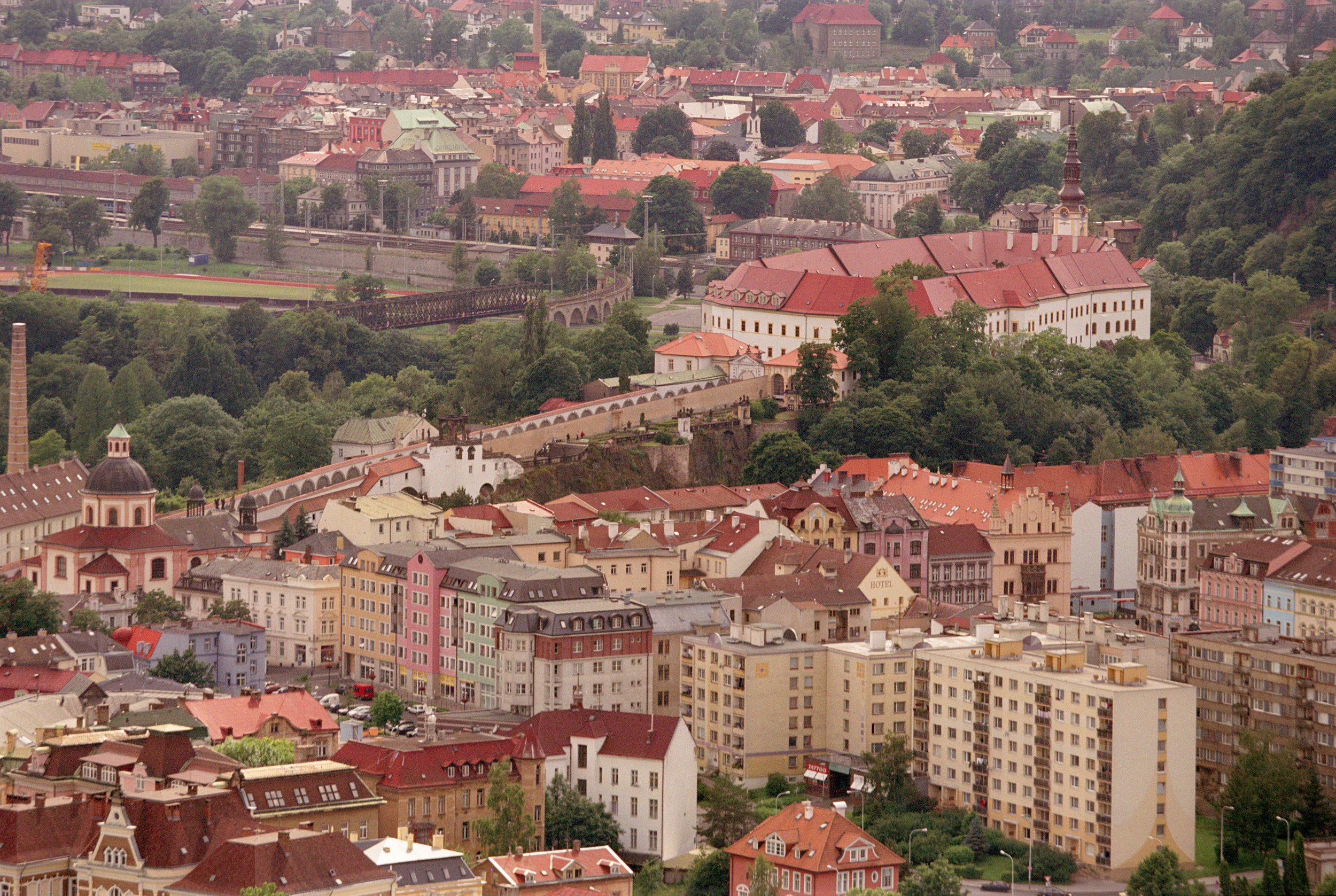
城の長壁
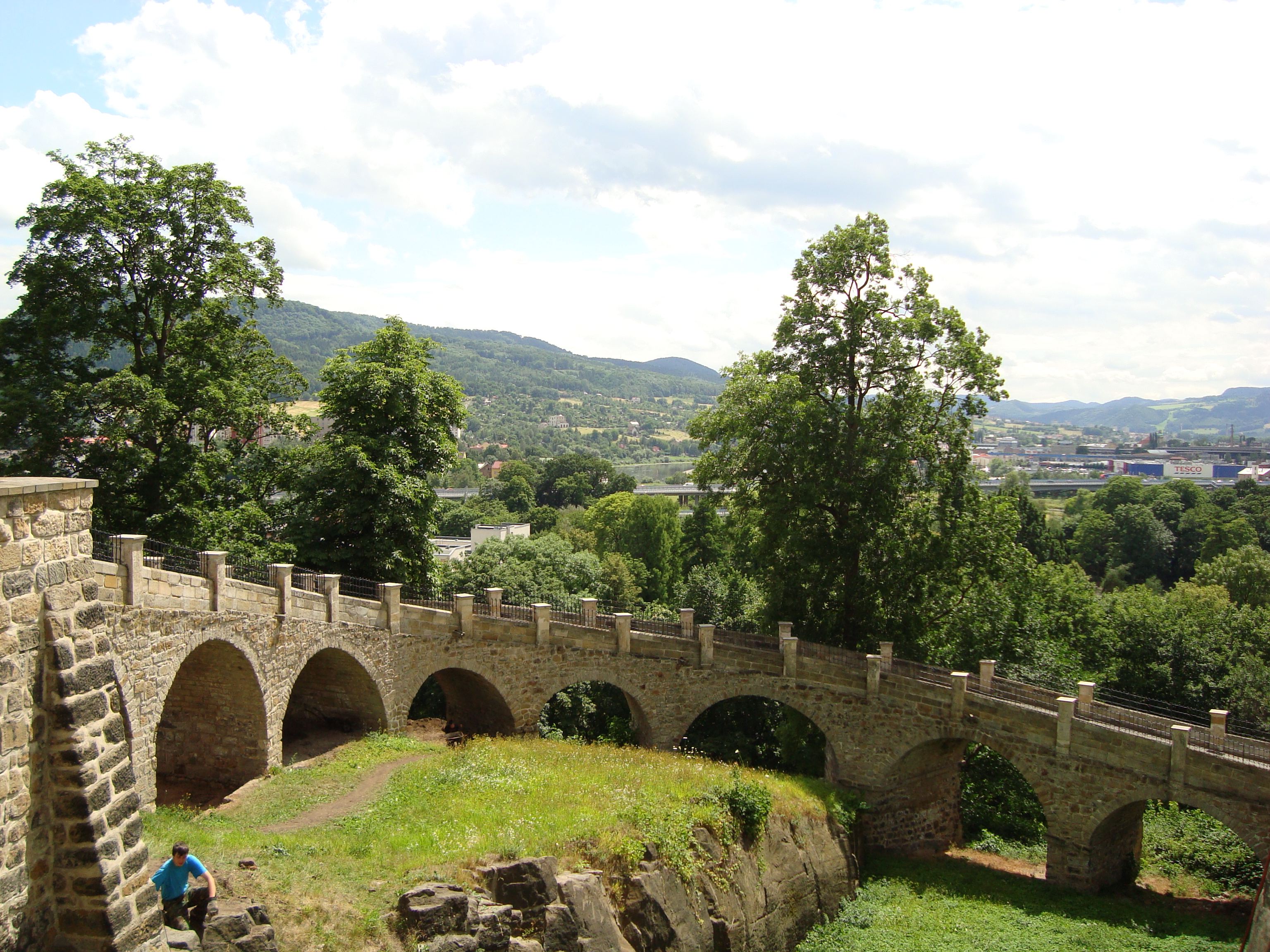

## 姉妹都市
- ピルナ（英語版）, ドイツ
- プルジェロフ、チェコ
- ヨナヴァ、リトアニア
- ルジョムベロク、スロバキア